# Jobstarter
JOBSTARTER ist das Ausbildungsstrukturprogramm des Bundesministeriums für Bildung und Forschung (BMBF) und Bestandteil der Initiative Bildungsketten. Ziel des im Jahr 2006 gestarteten Förderprogramms ist es, neue Ausbildungsplätze in Unternehmen zu erschließen und diese an junge Menschen zu vermitteln.

## Konzept und Ziele
JOBSTARTER fördert Projekte, die beabsichtigen, die Kooperation von regionalen Akteuren (z. B. Betriebe, Kammern, Arbeitsagenturen) zu verbessern und die regionale Verantwortung für berufliche Bildung zu stärken. Auf diese Weise sollen zusätzliche betriebliche Ausbildungsplätze geschaffen und besetzt werden.
Die Programmstelle JOBSTARTER ist beim Bundesinstitut für Berufsbildung angesiedelt. Sie hat vier Regionalbüros in Hamburg, Nürnberg, Berlin und Düsseldorf, welche die Zusammenarbeit mit den einzelnen Projekten koordinieren.
JOBSTARTER wird finanziert durch Mittel des Bundesministeriums für Bildung und Forschung und des Europäischen Sozialfonds. Bis 2013 wurden den mittlerweile über 280 teilnehmenden Projekten Fördergelder in Höhe von insgesamt 125 Millionen Euro zur Verfügung gestellt.
Die Projekte sollen gezielt in solchen Regionen Deutschlands ansetzen, in denen das Verhältnis zwischen den verfügbaren Ausbildungsplätzen und den nach einer Ausbildung suchenden Personen  besonders ungünstig ist.

## Bilanz
In den ersten fünf Förderrunden gelang es den Projekten ca. 62.600 neue Ausbildungsplätze zu erschließen und davon 43.000 zu besetzen.
Die mit der Evaluation beauftragte Gesellschaft für Innovationsforschung und Beratung (GIB) schloss ihre Zwischenbilanz für den Zeitraum 2007–2011 mit einem positiven Ergebnis ab. Sie stellte fest, dass sich z. B. nachhaltige Strukturen wie Stiftungen und Institutionen für die weitere Netzwerkarbeit entwickelt haben und neue Berufsabschlüsse sowie duale Studiengänge entstanden sind.
Im Herbst 2013 haben die Projekte der sechsten JOBSTARTER-Förderrunde ihre Arbeit aufgenommen. 